# Ted Chiang
Ted Chiang (Brookhaven, 20 de outubro de 1967) é um escritor norte-americano. 
Conhecido pelos seus enredos de ficção científica, já foi premiado com quatro Prémio Nebula, quatro Prémio Hugo e o quatro Prémio Locus. Seu conto História da Sua Vida foi adaptado para o cinema em 2016 com o filme Arrival, dirigido por Denis Villeneuve.
Ted Chiang também é escritor visitante na Universidade de Notre Dame, em Indiana.

## Biografia
Ted nasceu na vila de Port Jefferson, incorporada à região metropolitana de Brookhaven, em 1967. Seus pais são originários da China e emigraram para Taiwan durante a Revolução comunista chinesa antes de emigrarem para os Estados Unidos. Seu nome em chinês é Chiang Feng-nan (姜峯楠).
Ted se formou pela Universidade Brown em ciência da computação e escrevia contos desde o ensino médio, quando começou a enviá-los para revistas especializadas. Depois de cursar o Clarion Writers Workshop, em 1989, Ted conseguiu vender seu primeiro conto, "The Tower of Babylon", para a revista Omi.
Em julho de 2002, ele começou a trabalhar como escritor para a indústria de software e se mudou para Bellevue, uma cidade perto de Seattle, onde mora atualmente com sua companheira, Marcia Glover. De 2012 a 2016, Ted foi um dos instrutores do Clarion Writers Workshop, na Universidade da Califórnia em San Diego.